# Vieuphoria
Vieuphoria – wersja video albumu koncertowego Earphoria zespołu The Smashing Pumpkins, wydana na kasecie VHS 4 października 1994. Została wydana ponownie, tym razem w formacie DVD, 26 listopada 2002.
W jej skład wchodzą nagrania występów The Smashing Pumpkins, z których większość pochodzi z trasy koncertowej promującej album Siamese Dream, przerywane  między innymi wywiadami.

## Lista utworów
1. "Quiet" – 3:44
  - Siamese Dream
  - Nagrane w Atlancie, 1993
2. "Disarm" – 2:56
  - Siamese Dream
  - Nagrane dla angielskiej telewizji, 1993
3. "Cherub Rock (Acoustic)" – 4:24
  - Siamese Dream
  - Nagrane dla MTV Europe, 1993
4. "Today" – 3:38
  - Siamese Dream
  - Nagrane w Chicago, 1993
5. "I Am One" – 7:55
  - Gish
  - Nagrane w Barcelonie, 1993
6. "Soma" – 6:32
  - Siamese Dream
  - Nagrane w Londynie, 1994
7. "Slunk" – 2:37
  - Lull
  - Nagrane dla japońskiej telewizji, 1992
8. "Geek U.S.A." – 4:49
  - Siamese Dream
  - Nagrane dla niemieckiej telewizji, 1993
9. "Mayonaise (acoustic)" – 4:23
  - Siamese Dream
  - Różne nagrania, 1988–1994
10. "Silverfuck" – 13:30
  - Siamese Dream
  - Nagrane w Londynie, 1994